# Видеј
Видеј (исл. Viðey) малено је вулканско острво у северном Атлантику, смештено у југоисточном делу залива Факсафлоуј, неколико стотина километара северно од града Рејкјавика на Исланду. Острво административно припада округу Хевидборгарсвајдид.